# نجيب الشربجي
نجيب محمد الشربجي (1954-) هو باحث أردني ومستشار وخبير ورئيس لعدد من الجمعيات عربياً ومحلياً في الأردن، يعمل رئيساً لجمعية المكتبات والمعلومات الأردنية منذ العام 2020، ورئيساً لجمعية الشرق الأوسط وشمال إفريقيا للمعلومات الصحية منذ 2019، وهو عضو مؤسس لعدد من المنظمات وخبير علمي مستقل في مجال علم المعلومات.
نشر الشربجي خلال مسيرته المهنية أكثر من 200 مقالاً علمياً، يعمل مُحاضراً غير متفرغ وباحثاً في معهد المعلوماتية الطبية في جامعة براونشفايغ التقنية منذ العام 2016.

## السيرة الشخصية
ولد نجيب الشربجي في الأول من نوفمبر عام 1954، في الأردن، ونال درجة البكالوريوس من قسم اللغة الإنجليزية من الجامعة الأردنية عام 1973. ثم نال شهادة التعليم العالي من قسم المكتبات والمعلومات من الجامعة ذاتها عام 1977. وانتقل منها إلى المملكة المتحدة حيث أكمل درجة الماجستير في علم المعلومات من جامعة ويلز عام 1983، واستحصل درجة الدكتوراه منها عام 1988. لنجيب شربجي أربعة أولاد.

## المراتب العلمية
شغل نجيب الشربجي عدداً كبيراً من المناصب العلمية والمهنية خلال مسيرته المهنية منها

### مؤسس
- جمعية تنمية الصحة الإلكترونية في الأردن عام 2018.[5]

### منصب الرئيس
- جمعية المكتبات والمعلومات الأردنية منذ 14 مارس 2020 [6]
- جمعية تنمية الصحة الإلكترونية في الأردن منذ العام 26 مايو 2018.[7]
- مديراً لإدارة المعارف والبحوث والأخلاقيات في المقر الرئيس لمنظمة الصحة العالمية في جنيف من أيلول 2008 حتى آب عام 2015.[en 1] [en 2]
- رئيس تحرير المجلة الأردنية للمكتبات والمعلومات.

### محاضر وأستاذ جامعي
- معهد المعلوماتية الطبية في جامعة براونشفايغ التقنية منذ العام 2016.[en 3]
- في قسم المكتبات والمعلومات في الجامعة الأردنية.

### عضو فخري
- الجمعية الدولية للمعلومات الطبية.[en 4]

### عضو
- اللجنة العلمية لمعامل التأثير والاستشهاد العربي (أرسيف) [8]

- اللجنة العلمية للمعلوماتية الطبية و «التطبيب عن بعد» الأورو متوسطية.
- معهد تشارترد لأخصائيي المكتبات والمعلومات [الإنجليزية] في المملكة المتحدة منذ العام 1982.
- المجمع العربي للإدارة والمعرفة

### أعمال أخرى
- شغل مناصب متعددة في منظمة الصحة العالمية منذ العام 1988 في كل من الأردن (عمّان) ومصر (القاهرة والاسكندرية) قبل أن يكون مديراً فيها عام 2008.

- نائباً لرئيس معرفة [ا] من أيلول 2015 حتى آذار 2017. ومُستشاراً فيها منذ ذلك الحين وحتى 2022.

## هوامش
1. ↑  معرفة هي قواعد بيانات وبنوك معلومات عربية رقمية تُعنى بتطوير وتعزيز الإنتاج والمحتوى العلمي العربي الرقمي [9]

### باللغة العربية
1. ↑  Angel Montenegro (27 Sep 2023), ORCID Public Data File 2023 (بالإنجليزية), DOI:10.23640/07243.24204912.V1, QID:Q123508386
2. ↑  Angel Montenegro (27 Sep 2023), ORCID Public Data File 2023 (بالإنجليزية), DOI:10.23640/07243.24204912.V1, QID:Q123508386
3. ↑  ORCID Public Data File 2020 (بالإنجليزية), 13 Oct 2020, DOI:10.23640/07243.13066970.V1, QID:Q104707600
4. ↑  ORCID Public Data File 2020 (بالإنجليزية), 13 Oct 2020, DOI:10.23640/07243.13066970.V1, QID:Q104707600
5. ↑  "الأعضاء المؤسسون". الأردن: جمعية تنمية الصحة الإلكترونية. مؤرشف من الأصل في 2022-04-03. اطلع عليه بتاريخ 2022-04-03.
6. ↑  "جمعية المكتبات والمعلومات الأردنية". جمعية المكتبات والمعلومات الأردنية. 3 أبريل 2022. مؤرشف من الأصل في 2022-04-03. اطلع عليه بتاريخ 2022-04-03.
7. ↑  "الهيئة الإدارية". الأردن: جمعية تنمية الصحة الإلكترونية. مؤرشف من الأصل في 2022-04-03. اطلع عليه بتاريخ 2022-04-03.
8. ↑  "اللجنة العلمية - Arcif". e-Marefa. مؤرشف من الأصل في 2021-10-29. اطلع عليه بتاريخ 2022-04-03.
9. ↑  "ما هي معرفة". e-Marefa. مؤرشف من الأصل في 2019-10-03. اطلع عليه بتاريخ 2022-04-04.

### باللغات الأجنبية
1. ↑  Mitchell، Cristina (2 سبتمبر 2010). "PAHO eHealth - eHealth and health informatics @WHO/HQ by Najeeb Al-Shorbaji, Director of the Department of Knowledge Management and Sharing, World Health Organization (WHO) - PAHO/WHO". Pan American Health Organization / World Health Organization. مؤرشف من الأصل في 2022-04-03. اطلع عليه بتاريخ 2022-04-03.
2. ↑  "Najeeb Al-Shorbaji" (بالإنجليزية). 9 Dec 2021. Archived from the original on 2022-04-03. Retrieved 2022-04-03.
3. ↑  "Najeeb Al-Shorbaji". Peter L. Reichertz Institute for Medical Informatics: PLRI. 26 سبتمبر 2015. مؤرشف من الأصل في 2021-04-16. اطلع عليه بتاريخ 2022-04-04.
4. ↑  "IMIA Honorary Members". IMIA. 19 سبتمبر 2018. مؤرشف من الأصل في 2022-04-03. اطلع عليه بتاريخ 2022-04-03.